# Onkel Kånkel
Onkel Kånkel and his kånkelbär (kurz Onkel Kånkel) war eine schwedische Rockband, die für ihre obszöne Marke Punkrock (Könsrock) bekannt war. Frontmann und Sänger Håkan Florå (* 3. Januar 1962 in Kalmar; † 15. August 2009 in Stockholm), der zeit seines Lebens seine Anonymität wahren konnte, brachte der Gruppe den Ruf als „Schwedens geheimste Band“ ein.

## Leben und Werk
Der aus Kalmar stammende Håkan Florå gründete die Band 1979 unter dem Namen „Bult“, ehe sie sich in Onkel Kånkel and his kånkelbär (schwedisch für „Onkel Klabuster und seine Klabusterbeeren“) umbenannte. Neben Sänger und Gitarrist Onkel Kånkel (Florå) bestand die Band aus Gitarrist Stomi-Bertil, Bassist CP-Sven, Schlagzeuger Epilepsi-Kurt und Spezialeffektkünstler Arne Tammer. 1981 war die Gruppe mit dem Lied Nazzepenis i fuhrerns anus auf dem Punksampler Svenska Tonårsgrupper Vol. 3 vertreten, das Debütalbum Onkel Kånkels gyllene tider erschien 1983 beim Label Konkurrens Records. In den folgenden zwei Jahrzehnten veröffentlichten Onkel Kånkel fünf weitere Studioalben.
Die Band gab während ihres Bestehens lediglich eine Handvoll Konzerte, bei der alle Mitglieder ihre Gesichter mit Bandagen oder Masken verhüllten. Erstmals trat sie 1993 auf dem Hultsfredfestival live vor Publikum auf. 1999 gab Håkan Florå dem Aftonbladet ein einmaliges Interview, in dem er über die Band und seine Anonymität sprach. Er ließ sich mit Sonnenbrille und einem Strumpf über dem Kopf ablichten, private Fotos von ihm existieren kaum.

”Många har en bild av mig som en fullständigt bisarr uppenbarelse, typ 1,40 m kort och 100 kilo tung, och det vore ju dumt att ta ifrån dem den bilden.”

„Viele haben ein Bild von mir wie eine völlig bizarre Offenbarung, ein Typ 1,40 Meter kurz und 100 Kilo schwer und es wäre dumm, ihnen diese Vorstellung zu nehmen.“

Håkan Florå lebte zuletzt mit seiner Lebensgefährtin und drei Hunden in Farsta, wo er als Pflasterer und Gärtner arbeitete. Am 15. August 2009 starb er im Alter von 47 Jahren an einem Herzinfarkt, nachdem er bereits seit zwei Jahren keine Musik mehr gemacht hatte. Seine Identität als Onkel Kånkel wurde erst postum bekannt, zumal er seine Privatsphäre nicht mit seinem kontroversen Alias vermischt wissen wollte.
Von Wegbegleitern wurde er als lustiger und hochintelligenter Zeitgenosse beschrieben.

## Rezeption
Bis heute ist nicht bekannt, ob es sich bei Onkel Kånkel um eine tatsächliche Band oder ein musikalisches Soloprojekt handelte. Florå selbst sprach 1999 von einer Band mit ihm als Frontmann wie bei Tom Petty & the Heartbreakers. Bis zu seinem Tod häuften sich Spekulationen in Internetforen, welche Musiker hinter Kånkel und den anderen Bandmitgliedern stecken könnten.
2017 gab Tobias Forge, Kopf der Heavy-Metal-Band Ghost, bekannt, kurzzeitig als Gitarrist für Florå gearbeitet zu haben. Im schwedischen Radio ging er davon aus, Florå habe sämtliche Alben allein mit seinem portablen Heimstudio eingespielt.
Die mit reichlich Fäkalhumor gespickten Texte von Onkel Kånkel behandeln Themen wie Pädophilie, Geschlechtsverkehr und Behinderung und wurden im Schweden der 1980er und 90er Jahre kontrovers diskutiert. Während die einen die Ironie zu schätzen wussten, verurteilten andere die Musik als ekelhaft und kindisch. Viele hielten die Band, die zeitweise bewusst polarisierte, für rassistisch und homophob.
1996 schlug Inge Carlsson, Abgeordneter zum Schwedischen Reichstag, vor, gewalttätige Texte wie jene der Band zu verbieten, scheiterte allerdings mit seinem Ansinnen. Gleichzeitig erwarben sich Onkel Kånkel durch ihre Anonymität und rar gesäte Auftritte einen Ruf als „Schwedens geheimste Band“. In einem Nachruf wurde Florå als „mythischer Pionier“ des Könsrock, einer von obszönen Texten geprägten, schwedischen Spielart des Punkrock, bezeichnet.
Der kommerzielle Erfolg der von Povel Ramel, Martin Ljung und zahlreichen Punkbands beeinflussten Musik hielt sich in Grenzen. Einzig das „Weihnachtsalbum“ Gammeldags jul erreichte eine Chartplatzierung und hielt sich im November 1994 eine Woche lang auf Platz 46 der schwedischen Albumcharts.

## Diskografie
- 1983: Onkel Kånkels gyllene tider
- 1990: Kalle anka suger pung
- 1993: Onkel Kånkels underbara värld
- 1994: Gammeldags jul
- 1999: Onkel Kånkels fantastiska äfventyr
- 2003: Blitzkrieg Blepp